# Adventure Galley
Die Adventure Galley war das Schiff des Piraten William Kidd.

## Allgemeines
Sie lief im Dezember 1695 in der Deptforder Werft an der Themse vom Stapel und war eine Mischung aus Segel- und Ruderschiff. Insgesamt konnten 2.600 m² Segel gehisst werden, mit denen eine Geschwindigkeit von 14 Knoten möglich war. Auf jeder Seite des 124 Fuß langen Rumpfes befanden sich 23 Riemen, die dem Schiff bei voller Bemannung noch eine Geschwindigkeit von 3 Knoten verliehen. Die Spanten waren sehr dicht nebeneinander gesetzt, weswegen die Adventure Galley für ein Schiff ihrer Klasse recht schwer war (287 t). Die Besatzung bestand aus 150 Mann, die Bewaffnung aus 34 Kanonen.
Die Adventure Galley wurde, nach dreijähriger Kaperfahrt ohne Überholung arg mitgenommen, am 29. Januar 1699 von ihrer Besatzung in Brand gesteckt und versank im natürlichen Hafen von Sainte Marie, einer vor der Ostküste Madagaskars gelegenen Insel.
Der US-Amerikaner Barry Clifford glaubte im Februar 2000, die Überreste des Schiffes entdeckt zu haben. Nach Einschätzung eines Expertenteams der UNESCO im Jahr 2015 war dies jedoch nicht der Fall.

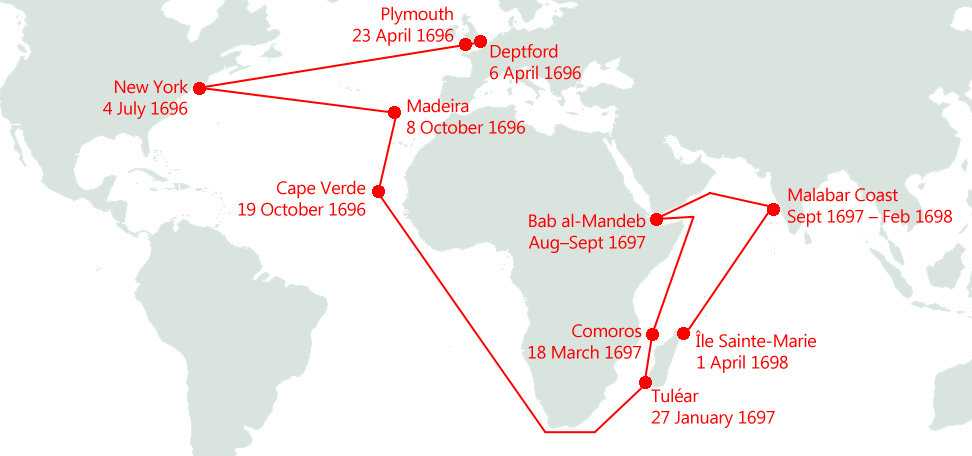
Karte der Reisen der Adventure Galley von 1696 bis 1698